# Yoania
Yoania là một chi thực vật có hoa của họ Lan (Orchidaceae) .

## Phân bố
Chi này chủ yếu phân bố ở Nhật Bản, nhưng Y. japonica cũng có mặt ở Assam, Trung Quốc vàĐài Loan còn Y. prainii cũng có ở Sikkim và miền Bắc Việt Nam.

## Các loài
- Yoania amagiensis Nakai & F.Maek, 1931
- Yoania flava K.Inoue & T.Yukawa, 2002
- Yoania japonica Maxim., 1873
- Yoania prainii King & Pantl.,1898

Một số loài từng được xếp vào chi này
- Yoania aberrans Finet, 1900: đồng nghĩa với Cymbidium macrorhizon Lindl., 1833
- Yoania australis Hatch, 1963: đồng nghĩa với Danhatchia australis (Hatch) Garay & Christenson, 1995
- Yoania japonica var. amagiensis (Nakai & F.Maek.) M.Hiroe, 1971: đồng nghĩa với Yoania amagiensis Nakai & F.Maek., 1931
- Yoania japonica var. squamipes Fukuy., 1938: đồng nghĩa với Yoania japonica Maxim., 1873
- Yoania squamipes (Fukuy.) Masam. 1974: đồng nghĩa với Yoania japonica Maxim., 1873